# Howick (condado)

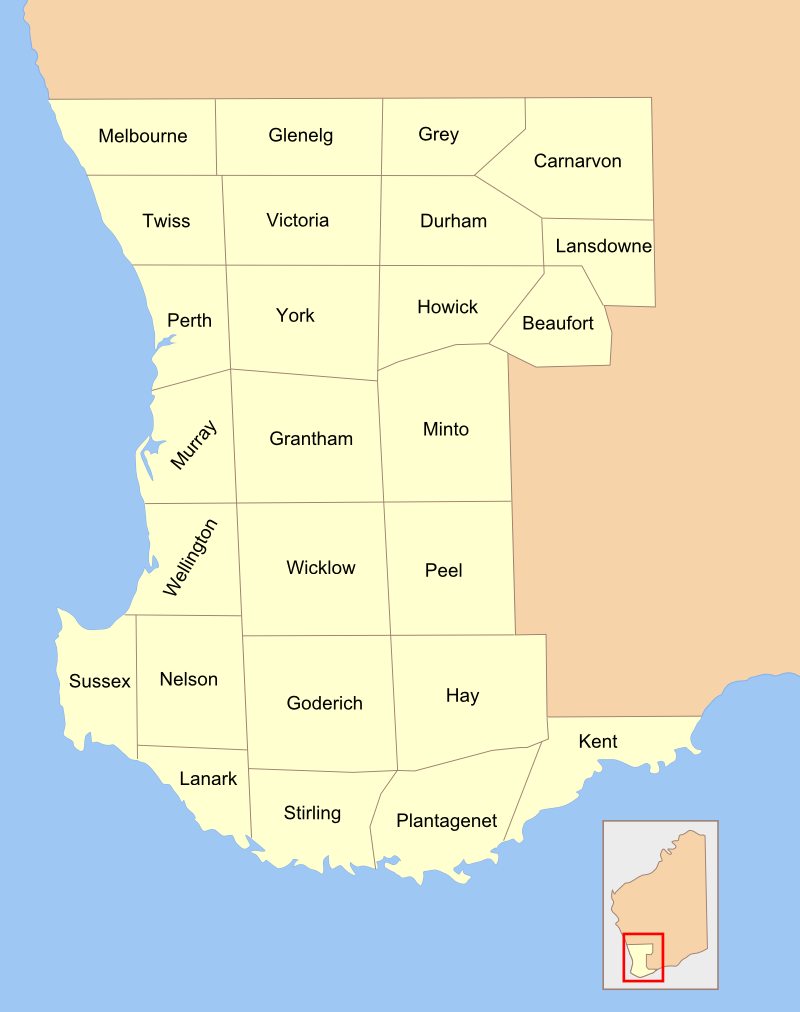
26 condados da Austrália Ocidental

Condado de Howick foi um dos 26 condados da Austrália Ocidental que foram designados em 1829 como divisões cadastrais. Foi nomeado após Visconde de Howick, um bem-conectado Whig MP Que se tornaria Subsecretário de Estado da Guerra e das Colonias em 1830. Corresponde aproximadamente à parte sudeste do Avon (distrito de terra) Que constitui a base para títulos de terras na área.